# Kolbeinn Sigþórsson
Kolbeinn Sigþórsson (másutt Sigthórsson vagy Sigthorsson) (Reykjavík, 1990. március 14.) izlandi válogatott labdarúgó, a svéd IFK Göteborg csatára.
Profi pályafutását 2006-ban az izlandi HK Kópavogur csapatában kezdte. Ezután 2007-ben átigazolt Hollandiába az AZ Alkmaar fiatalcsapatához, ahol aztán egy évig a felnőttcsapatot is erősítette. Ezek után 2011-ben továbbigazolt az Ajax Amsterdam csapatához, ahol négy évig volt a keret tagja. Végül 2015-ben elhagyta Hollandiát és a francia FC Nantes-hoz igazolt.
A felnőtt válogatottban először 2010 márciusában mutatkozott be egy Feröer-szigetek elleni barátságos mérkőzésen, amin be is lőtte első válogatottbeli gólját.

## Karrierje

### HK Kópavogur
Sigthórsson karrierjét még gyerekként egy reykjavíki labdarúgócsapatnál, a Víkingurnál kezdte. Egészen 2003-ig játszott ennél a csapatnál. Ekkor, 13 évesen klubot cserélt. Az új klubja egy szintén izlandi csapat, a HK Kópavogur fiatalcsapata lett. Náluk 3 év után, 2006-ban mutatkozott be először a felnőttcsapatban. Az első szezonjában 5 bajnoki mérkőzésen lépett pályára és 1 gólt szerzett. Még mindig nagyon fiatal volt és a szezon végeztével mégis eligazolt hazájából. Korán felhívta magára több európai nagycsapat – a Real Madrid és az Arsenal – figyelmét is. Végül Hollandiába, az AZ Alkmaar csapatához igazolt.

### AZ Alkmaar
Miután 2007-ben – 150 ezer euróért – átigazolt az AZ Alkmaar csapatához, még nem kapott azonnal lehetőséget a felnőttcsapatnál. Az első 3 évben a fiatalcsapatot erősítette. 2010 nyarán csatlakozott az elsőcsapathoz. A debütálásra pedig már nem kellett sokat várnia. 2010 augusztus 5-én az Európa Liga 2010–2011-es szezonjának 3. selejtezőkörében játszottak. A selejtezőkör visszavágóján Svédországban léptek pályára az IFK Göteborg ellenfeleként és Kolbeinn a második félidőben csereként lépett pályára. Még ebben a hónapban, augusztus 29-én lőtte be első gólját tétmérkőzésen, az Excelsior Rotterdam csapata ellen lejátszott bajnoki mérkőzésen. Ebben a szezonban január 29-én játszotta legjobb mérkőzését a VVV Venlo csapata ellen. Ezt a mérkőzést hazai pályán 6:1 arányban nyerte meg az AZ. Sigthórsson már az első félidőben mesterhármast lőtt, a másodikban pedig még 2 gólt szerzett. Élete első – 2010/2011-es – Eredivisie-szezonjában összesen 15 gólt szerzett. A szezon befejeztével a negyedik helyen végeztek. Az AZ Alkmaar a szezon folyamán szerette volna meghosszabbítani Kolbeinn szerződését de ő nem ment ebbe bele. A szezon vége felé több csapat is érdeklődött Kolbeinn iránt. Ezen csapatok közé tartozott a Borussia Dortmund, a Newcastle United és az AFC Ajax is. Az Ajax tett is egy 2 millió eurós ajánlatot az AZ-nek a támadóért de azt visszautasították. Az Ajax már mindenben megállapodott Sigthórssonnal, de az AZ Alkmaarral nem tudtak megállapodni.

### AFC Ajax
Végül 2011. július 4-re sikerült a két klubnak is megállapodnia egymással és így 4,5 millió euró ellenében Sigthórsson átigazolt az Ajax Amsterdam csapatához. Egy interjúban, amit az átigazolása után adott elmondta, egy álma vált valóra azzal, hogy olyan sztárokkal dolgozhat együtt mint Dennis Bergkamp és Frank de Boer.
Első gólját még a nyári szünetben, a Bröndby IF ellen játszott barátságos mérkőzésen szerezte. Első tétmérkőzését július 30-án játszotta a Twente Enschede csapata ellen, a Holland Szuperkupa döntőjében melyet 1:2-re elveszített az Ajax. Sigthórsson azonnal az Ajax kezdőcsapatában találta magát.

### Válogatott

#### Eddigi válogatott gólok
| #   | Dátum                | Helyszín                    | Ellenfél        | Góljai | Végeredmény | Mérkőzés tipusa |
| --- | -------------------- | --------------------------- | --------------- | ------ | ----------- | --------------- |
| 1.  | 2010. március 21.    | Kópavogur, Izland           | Feröer-szigetek | 1      | 2–0         | Barátságos      |
| 2.  | 2010. május 29.      | Reykjavík, Izland           | Andorra         | 1      | 4–0         | Barátságos      |
| 3.  | 2010. november 17.   | Tel-Aviv, Izrael            | Izrael          | 1      | 3–2         | Barátságos      |
| 4.  | 2011. szeptember 6.  | Reykjavík, Izland           | Ciprus          | 1      | 3–2         | Eb-selejtező    |
| 5.  | 2012. május 27.      | Valenciennes, Franciaország | Franciaország   | 1      | 3–2         | Barátságos      |
| 6.  | 2012. május 30.      | Göteborg, Svédország        | Svédország      | 1      | 3–2         | Barátságos      |
| 7.  | 2012. augusztus 15.  | Kópavogur, Izland           | Feröer-szigetek | 2      | 2–0         | Barátságos      |
| 8.  | 2013. augusztus 14.  | Reykjavík, Izland           | Feröer-szigetek | 1      | 1–0         | Barátságos      |
| 9.  | 2013. szeptember 6.  | Bern, Svájc                 | Svájc           | 1      | 4–4         | vb-selejtező    |
| 10. | 2013. szeptember 10. | Reykjavík, Izland           | Albánia         | 1      | 2–1         | vb-selejtező    |
| 11. | 2013. október 11.    | Reykjavík, Izland           | Ciprus          | 1      | 2–0         | vb-selejtező    |
| 12. | 2013. október 15.    | Oslo, Norvégia              | Norvégia        | 1      | 1–1         | vb-selejtező    |
| 13. | 2014. május 30.      | Innsbruck, Ausztria         | Ausztria        | 1      | 1–1         | Barátságos      |
| 14. | 2014. június 4.      | Reykjavík, Izland           | Észtország      | 1      | 1–0         | Barátságos      |
| 15. | 2014. szeptember 9.  | Reykjavík, Izland           | Törökország     | 1      | 3–0         | Eb-selejtező    |
| 16. | 2015. június 12.     | Reykjavík, Izland           | Csehország      | 1      | 2–1         | Eb-selejtező    |

## Statisztika
2015. július 3.
| Klub         | Szezon   | Bajnokság | Bajnokság | Kupa  | Kupa  | Egyéb | Egyéb | Nemzetközi | Nemzetközi | Összesen | Összesen |
| Klub         | Szezon   | Mérk.     | Gólok     | Mérk. | Gólok | Mérk. | Gólok | Mérk.      | Gólok      | Mérk.    | Gólok    |
| ------------ | -------- | --------- | --------- | ----- | ----- | ----- | ----- | ---------- | ---------- | -------- | -------- |
| HK Kopavogur | 2006     | 5         | 1         | 0     | 0     | 0     | 0     | 0          | 0          | 5        | 1        |
| HK Kopavogur | 2007     | 0         | 0         | 0     | 0     | 0     | 0     | 0          | 0          | 0        | 0        |
| HK Kopavogur | Összesen | 5         | 1         | 0     | 0     | 0     | 0     | 0          | 0          | 5        | 1        |
| AZ Alkmaar   | 2010–11  | 32        | 15        | 2     | 0     | 0     | 0     | 9          | 3          | 43       | 18       |
| AZ Alkmaar   | Összesen | 32        | 15        | 2     | 0     | 0     | 0     | 9          | 3          | 43       | 18       |
| AFC Ajax     | 2011–12  | 14        | 7         | 0     | 0     | 1     | 0     | 2          | 0          | 17       | 7        |
| AFC Ajax     | 2012–13  | 15        | 7         | 2     | 2     | 1     | 0     | 2          | 0          | 20       | 9        |
| AFC Ajax     | 2013–14  | 30        | 10        | 4     | 1     | 1     | 1     | 7          | 0          | 42       | 12       |
| AFC Ajax     | 2014–15  | 21        | 7         | 0     | 0     | 1     | 0     | 4          | 0          | 26       | 7        |
| AFC Ajax     | Összesen | 80        | 31        | 6     | 3     | 4     | 1     | 15         | 0          | 105      | 35       |
| FC Nantes    | 2015–16  | 0         | 0         | 0     | 0     | 0     | 0     | 0          | 0          | 0        | 0        |
| FC Nantes    | Összesen | 0         | 0         | 0     | 0     | 0     | 0     | 0          | 0          | 0        | 0        |
| ÖSSZESEN     | ÖSSZESEN | 117       | 47        | 8     | 3     | 4     | 1     | 24         | 3          | 153      | 54       |

## Eddigi sikerek

### Csapatok
AZ Alkmaar
- Bajnoki cím (1): 2009
- Holland szuperkupa (1): 2009

AFC Ajax
- Bajnoki cím (3): 2012, 2013, 2014
- Holland szuperkupa (1): 2013